# 美國政治科學期刊
《美國政治科學期刊》（American Journal of Political Science）是一份1956年起發行的學術期刊，由中西部政治学会出版（Wiley-Blackwell代为发行）。該期刊每年出版4次，內容函蓋各方面的政治科學。現時，期刊的主編是密歇根州立大學的William G. Jacoby。據2012年發佈的期刊引證報告指，《美國政治科學期刊》的影響因子為42.81，在157份「政治科學」類的期刊排名第二位。

## 資料來源
1. ↑  .   [2009-08-29]. （原始内容存档于2009-08-22）.

## 外部連結
- 官方网站